# Batee Lhee
Batee Lhee is een bestuurslaag in het regentschap Aceh Besar van de provincie Atjeh, Indonesië. Batee Lhee telt 301 inwoners (volkstelling 2010).